# Sita Ouattara
 (juillet 2022).
La mise en forme du texte ne suit pas les recommandations de Wikipédia : il faut le « wikifier ».
Les points d'amélioration suivants sont les cas les plus fréquents. Le détail des points à revoir est peut-être précisé sur la page de discussion.
- Les titres sont pré-formatés par le logiciel. Ils ne sont ni en capitales, ni en gras.
- Le texte ne doit pas être écrit en capitales (les noms de famille non plus), ni en gras, ni en italique, ni en « petit »…
- Le gras n'est utilisé que pour surligner le titre de l'article dans l'introduction, une seule fois.
- L'italique est rarement utilisé : mots en langue étrangère, titres d'œuvres, noms de bateaux, etc.
- Les citations ne sont pas en italique mais en corps de texte normal. Elles sont entourées par des guillemets français : « et ».
- Les listes à puces sont à éviter, des paragraphes rédigés étant largement préférés. Les tableaux sont à réserver à la présentation de données structurées (résultats, etc.).
- Les appels de note de bas de page (petits chiffres en exposant, introduits par l'outil «  Source ») sont à placer entre la fin de phrase et le point final[comme ça].
- Les liens internes (vers d'autres articles de Wikipédia) sont à choisir avec parcimonie. Créez des liens vers des articles approfondissant le sujet. Les termes génériques sans rapport avec le sujet sont à éviter, ainsi que les répétitions de liens vers un même terme.
- Les liens externes sont à placer uniquement dans une section « Liens externes », à la fin de l'article. Ces liens sont à choisir avec parcimonie suivant les règles définies. Si un lien sert de source à l'article, son insertion dans le texte est à faire par les notes de bas de page.
- La présentation des références doit suivre les conventions bibliographiques. Il est recommandé d'utiliser les modèles {{Ouvrage}}, {{Chapitre}}, {{Article}}, {{Lien web}} et/ou {{Bibliographie}}. Le mode d'édition visuel peut mettre en forme automatiquement les références.
- Insérer une infobox (cadre d'informations à droite) n'est pas obligatoire pour parachever la mise en page.

Pour une aide détaillée, merci de consulter Aide:Wikification.
Si vous pensez que ces points ont été résolus, vous pouvez retirer ce bandeau et améliorer la mise en forme d'un autre article.
Pour les articles homonymes, voir Ouattara.
Sita Ouatta (ou Hadja  Aïssiata Ouattara) est une femme politique ivoirienne, Maire de Gbéléban, commune du Nord-Ouest de la Côte d'Ivoire.

## Biographie
Sita Ouattara, est une femme politique ivoirienne née dans le nord-ouest de la Côte d'Ivoire. Soeur cadette du président Alassane Ouattara, elle est depuis 2018 maire de la commune de Gbéléban, dans la région de Kabadougou.

## Engagement politique
Sita Ouattara s'investit en politique à partir de 2013. Aux côtés des candidats lors des meetings du Rassemblement des républicains, c'est en 2018 qu'elle entre en liste pour les municipales. Elle est choisie comme tête de liste du RDR dans la localité de Gbéléban. Elle obtient 100% des voix des conseillers municipaux de Gbéléban au terme des élections.

## Vie privée
Sita Ouattara est la sœur cadette du président ivoirien Alassane Ouattara,. Elle est aussi la mère de  Nina Keïta, ex-mannequin, actuelle directrice générale adjointe de la Société de gestion des stocks pétroliers de la Côte d'Ivoire (GESTOCI),.

## Distinctions
Le 13 janvier 2022, Sita Ouattara reçoit le prix spécial panafricain ICS 2021-2022 du meilleur maire de Côte d'Ivoire,.